# Descarbonització
La descarbonització fa referència a les accions per disminuir de la dependència dels combustibles fòssils i de les emissions de gasos amb efecte d'hivernacle (GEH), sobretot el diòxid de carboni. El mot carboni no remet al sentit recte de l'àmbit de la química, sinó que hi ha pres un significat més lax. El terme carboni ha passat a designar el conjunt dels sis gasos amb efecte d’hivernacle: metà (CH₄), òxid de dinitrogen (N₂O), hidrofluorocarburs (HFC), perfluorocarburs (PFC), hexafluorur de sofre (SF₆) i trifluorur de nitrogen (NF₃). Sense descarbonitzar per evitar més GEH en l’atmosfera, l’escalfament global continuarà accelerant.

## Mètodes
En principi, hi ha tres mètodes per reduir el volum de gasos amb efecte d'hivernacle a l'atmosfera. El primer és reemplaçar per energia neta els combustibles que al cremar alliberen gasos nocius, el que almenys estabilitza la situació. El segon és capturar i neutralitzar els gasos nocius, el que permet baixar el grau de gasos llibres. Finalment hi ha la compensació, mètode híbrid, que consisteix a compensar les emissions inevitables, com ara a l'aviació, per una captura de l'equivalent, o més, en gasos nocius en un altre lloc.